# Vertrag von Sèvres (Osmanisches Reich)

Der osmanische Repräsentant unterzeichnet den Vertrag von Sèvres im Beisein des griechischen Premierministers Eleftherios Venizelos

Der Vertrag von Sèvres (auch Frieden von Sèvres; türkisch Sevr Antlaşması) vom 10. August 1920, der zwischen dem Britischen Empire, Frankreich, Italien, Japan, Armenien, Belgien, Griechenland, dem Hedschas, Polen, Portugal, Rumänien, dem Königreich der Serben, Kroaten und Slowenen und der Tschechoslowakei als Siegermächten (im Vertragstext als „alliierte und assoziierte Mächte“ bezeichnet) des Ersten Weltkrieges und dem Osmanischen Reich abgeschlossen wurde, gehört zu den Pariser Vorortverträgen, die den Krieg formal beendeten. Es handelte sich dabei um einen sogenannten Diktatfrieden. Eine Ratifikation des Vertrags erfolgte aufgrund des Untergangs des Osmanischen Reiches und des Sturzes des letzten Sultans Mehmed VI. nicht mehr. Der bereits begonnene Türkische Befreiungskrieg ging unterdessen unvermindert weiter.

## Inhalt

Die Landkarte zeigt die Beschlüsse des Vertrags von Sèvres mit den von den Alliierten besetzten Gebieten und Gebietsabtretungen an Armenien und Griechenland. Die Grenze Armeniens nach den Bestimmungen im Vertrag von Sèvres wäre die rote Linie, dargestellt ist die Grenzziehung des amerikanischen Präsidenten Wilson. Das Smyrna-Gebiet war lediglich griechisch besetzt und verwaltet.

Gemäß dem Vertrag von Sèvres sollte das Osmanische Reich einen Großteil seines Territoriums verlieren. Die Hohe Pforte verzichtete auf ihre Besitzungen in Syrien und Mesopotamien (Abschnitt VII des Vertrages). In diesen Gebieten sollten Mandate des Völkerbundes errichtet werden. Zugleich sollten die arabischsprachigen Provinzen im Nahen Osten und Nordafrika unter Frankreich, Italien und Großbritannien aufgeteilt werden. In Palästina sollte unter Verweis auf die Balfour-Deklaration eine nationale Heimstätte für das jüdische Volk entstehen. Auf der Arabischen Halbinsel wurde der Hedschas als neues unabhängiges Königreich Hedschas konstituiert und die Rechte des Osmanischen Reiches in diesem Teil Arabiens auf diesen übertragen. Das Zugangsrecht zu den heiligen Stätten Medina und Mekka wurde geregelt (Abschnitt VIII des Vertrages).
Ostthrakien (mit Ausnahme von Konstantinopel und seiner unmittelbaren Umgebung) sollte an Griechenland abgetreten werden. Westthrakien hatte Bulgarien bereits im Vertrag von Neuilly-sur-Seine an Griechenland abtreten müssen. Hierzu schloss Griechenland mit den anderen Alliierten zwei weitere Verträge, einen Vertrag hinsichtlich Westthrakien und einen zum Schutz von Minderheiten. Im Osten wurde die Vorkriegsgrenze wieder hergestellt, das Osmanische Reich verlor die im Frieden von Brest-Litowsk erzielten Gebietsgewinne.
Die Annexion Zyperns durch Großbritannien 1914 wurde sanktioniert, ebenso wurde das 1914 ausgerufene britische Protektorat über Ägypten (Sultanat Ägypten) anerkannt und auf Hoheits- und Tributrechte des Osmanischen Reichs in seinem früheren Vasallenstaat verzichtet. Ebenfalls wurden die Abkommen zwischen Ägypten und Großbritannien über den Sudan durch das Osmanische Reich anerkannt (Abschnitt IX des Vertrags).
Die französischen Protektorate über Französisch-Marokko und Tunesien wurden anerkannt (Abschnitt IX); die im Vertrag von Ouchy 1912 vorbehaltenen Reservatrechte des Sultans in Libyen aufgehoben und die italienische Herrschaft über die bereits seit 1912 von Italien besetzten Inseln des Dodekanes, vergrößert um die Insel Kastelorizo, anerkannt und auf die Souveränitätsrechte zugunsten Italiens verzichtet (Abschnitt X des Vertrages).
Für die Zukunft waren weitere Gebietsabtretungen in Aussicht gestellt, denen das Osmanische Reich im Voraus bereits zustimmen musste.
Smyrna und das umliegende Gebiet wurde bei fortbestehender nomineller osmanischer Souveränität verwaltungsmäßig unter einem lokalen Parlament vom osmanischen Staat abgetrennt und griechischer Verwaltung und Besatzung unterstellt. Nach einer fünfjährigen Übergangszeit sollte das Lokalparlament nach fakultativer Volksabstimmung über einen Anschluss des Gebiets an Griechenland entscheiden.
Die zukünftige Grenze zu Armenien sollte durch einen Entscheid des amerikanischen Präsidenten festgelegt werden, dabei sollte Armenien auch einen Zugang zum Schwarzen Meer erhalten können; diese Wilson-Linie war aber bereits zum Zeitpunkt ihres Entstehens durch die militärischen Ereignisse des Türkisch-Armenischen Krieges und den Umstand obsolet, dass die  Vereinigten Staaten nicht zu den Signatarstaaten des Vertrags von Sèvres gehörten.
Überwiegend kurdisch besiedelte Gebiete östlich des Euphrat und südlich der Wilson-Linie sollten gemäß Artikel 62 Autonomie erhalten, durch Artikel 64 wurde darüber hinaus eine mögliche staatliche Unabhängigkeit in Aussicht gestellt. Dafür mussten die Kurden innerhalb eines Jahres nach Inkrafttreten des Vertrags dem Völkerbund nachweisen, dass die Mehrheit der Kurden eine Unabhängigkeit von der Türkei wünscht. Ferner würde der Völkerbund entscheiden, ob die kurdische Bevölkerung reif für eine Unabhängigkeit war. Im Falle der Unabhängigkeit erklärten sich die Alliierten bereit, den freiwilligen Anschluss der kurdischen Teile des vormaligen Vilâyets Mossul an den kurdischen Staat zu tolerieren.
Zudem wurde dem in diesem Gebiet ansässigen Volk „Assyro-Chaldäer“ (gemeint wohl die Gruppen, die sich selbst als Suryoye bezeichnen) und anderen „rassischen“ oder religiösen Minderheiten in diesem Gebiet ein expliziter Minderheitenschutz eingeräumt. Die Ansprüche der Kurden und der Armenier auf anatolischen Boden überschnitten sich mehrfach. Während Armenien gleichberechtigt mit europäischen Staaten wie Belgien oder Tschechoslowakei am Verhandlungstisch saß, war der vom osmanisch-kurdischen Diplomaten Mehmet Şerif Pascha geführten kurdischen Delegation dort „nicht einmal ein Katzentisch eingeräumt“. Da die Kurden keine mächtigen Fürsprecher wie die Armenier hatten, begnügte sich ihr Wortführer mit einem Autonomiegebiet, das lediglich ein Drittel der osmanischen Kurdenbevölkerung umfasste. Diese namentliche Erwähnung entfiel später im Vertrag von Lausanne.
In den Folgeartikeln enthielt der Vertrag Bestimmungen zur Regelung der Staatsangehörigkeit, zum Schutz von Minderheiten, zur Verfolgung von Kriegsverbrechen, über die nahezu vollständige Auflösung der osmanischen Streitkräfte bis auf eine Ehrengarde des Sultans und Polizeikräfte, Demilitarisierung und internationale Kontrolle der Meerengen, Kriegsgefangene und Kriegsgräber, wirtschaftliche und finanzielle Bestimmungen und insbesondere den Verzicht auf alle Rechte jeglicher Art außerhalb der neuen Grenzen des osmanischen Staates und außerhalb Europas (Art. 132).

## Geschehnisse
Der Vertrag von Sèvres bildete die letzte Stufe mehrerer Verträge, Abkommen und Deklarationen seitens der Entente-Mächte, die den Weltkrieg gewonnen hatten. Der Vertrag wurde durch Bevollmächtigte des osmanischen Sultans Mehmed VI. und der osmanischen Regierung unter Großwesir Damad Ferid Pascha (doch nicht von diesem selbst) unter heftigem Protest unterzeichnet. Die Ratifizierung des Vertrags durch das Osmanische Parlament erfolgte nie, weil der Sultan das Parlament bereits im März 1920 aufgelöst hatte. Der Vertrag wurde zudem von der Nationalbewegung unter Mustafa Kemal im Rest der Türkei abgelehnt.
Die Artikel 226 bis 230 hatten die Errichtung internationaler Militärgerichte zur Verfolgung von Kriegsverbrechen der Osmanen vorgesehen. Auf Druck der Siegermächte des Ersten Weltkriegs (insbesondere der Briten) hatten im Osmanischen Reich bereits seit Anfang 1919 Prozesse nationaler Militärgerichte stattgefunden (Unionistenprozesse). Weil einerseits eine Rechtsprechung auf internationaler Ebene fehlte, nach der Einzelpersonen für ihre Mitschuld an Kollektivverbrechen verurteilt werden konnten, und es andererseits gegensätzliche Auffassungen und Interessen zwischen den Siegermächten gab, kam es zu keiner internationalen Verfolgung.
Es blieb bei den nationalen türkischen Militärgerichten 1919/1920. Diese wiederum verloren durch das im Land herrschende Chaos (Besetzung Smyrnas durch die Griechen 1919, die Türkische Befreiungsbewegung unter Mustafa Kemal, die Einmischung der Briten in die Prozesse durch Verhaftungen und Auslieferungen nach Malta) mit der Zeit immer mehr an Bedeutung und wurden schlussendlich als Teil des Plans der Alliierten zur Aufteilung des Osmanischen Reichs aufgefasst und einen Tag nach der Unterzeichnung des Vertrags von Sèvres am 11. August 1920 durch die Regierung in Ankara unter Mustafa Kemal verboten. Mit der Abdankung des Kabinetts der Istanbuler Sultansregierung unter Großwesir Damad Ferid Pascha am 17. Oktober 1920 verloren die Gerichte vollkommen ihre Bedeutung. Nach der alliierten Besetzung Istanbuls am 16. März 1920 wurden Anstrengungen zur Gründung der Großen Nationalversammlung in Ankara unternommen. Nach der Gründung der Nationalversammlung in Ankara am 23. April 1920 gab es im Land zwei verfeindete Regierungen.
Die harten Bedingungen des Vertrags von Sèvres hatten mehrere Gründe. Dazu zählten der Völkermord an den Armeniern, die Erinnerung der Alliierten an die verlustreiche Dardanellenschlacht von 1915, das Bestreben der Siegermächte das Osmanische Reich aufzuteilen, das bereits vor und während des Krieges in geheimen Verhandlungen, wie dem Abkommen über Konstantinopel und die Meerengen und im Sykes-Picot-Abkommen, beschlossen worden war, und das jahrhundertelange Vorhaben, die Türken aus Europa zu verdrängen. Der britische Premierminister David Lloyd George äußerte, der Krieg und die Niederlage der Türken habe die Gelegenheit gebracht, dieses „Problem ein für allemal zu erledigen“. Die Alliierten hatten am 18. Dezember 1916 US-Präsident Wilson mitgeteilt, die „Völker zu befreien, die der blutigen Tyrannei der Türken unterworfen waren“.
Der französische Außenminister hatte am 10. Januar 1917 erklärt: „Die hohen Kriegsziele schließen die Befreiung der Völker ein, die gegenwärtig der mörderischen Tyrannei der Türken unterworfen sind, und die Verdrängung des Osmanischen Reiches, das der westlichen Zivilisation so vollständig fremd ist, aus Europa.“
Weitere Äußerungen wichtiger alliierter Staatsmänner zum Vertrag von Sèvres waren: „Wenn die Friedensbedingungen verkündet werden, wird man sehen, zu welch harten Strafen die Türken wegen ihrer Verrücktheit, ihrer Blindheit und ihrer Morde verurteilt werden. […] Die Strafen werden so fürchterlich sein, dass selbst ihre ärgsten Feinde zufriedengestellt sein werden.“ (Lloyd George) Curzon bezeichnete die Türkei in einer Erklärung vom 4. Juli 1919 als „einen Verbrecher, der auf seine Aburteilung wartet“. „Was mit Mesopotamien geschehen wird, muss in den Sitzungen des Friedenskongresses entschieden werden, aber eines wird nie geschehen. Es wird niemals wieder der verdammten Tyrannei des Türken überlassen.“ (Lloyd George, 20. Dezember 1917)
Als Völkerbundmandate wurden Mesopotamien (Königreich Irak) und Palästina an Großbritannien, Syrien und der Libanon an Frankreich übergeben, Ostthrakien und Smyrna kamen an Griechenland. Der Bosporus und das Marmarameer sollten entmilitarisiert und unter internationale Kontrolle gestellt werden.

## Folgen

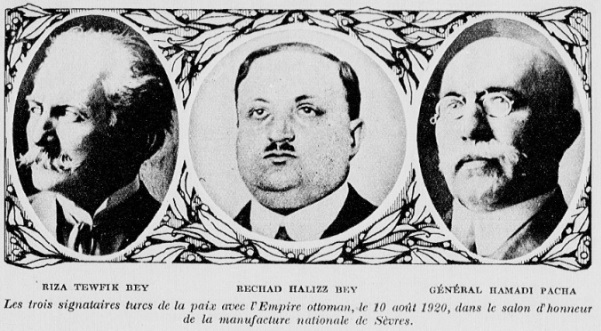
Die drei Unterzeichner der osmanischen Delegation

Der Vertrag von Sèvres ging mit seinen äußerst harten Bedingungen weit über das Maß des Vertrages von Versailles hinaus. Der Vertrag von Versailles schwächte das Deutsche Reich, aber der Vertrag von Sèvres stellte die Existenz eines unabhängigen türkischen Staates insgesamt in Frage.
Zum Zeitpunkt des Vertragsschlusses zeichnete sich aber bereits ab, dass die Aussichten gering waren, den Bestimmungen des Vertrags Geltung zu verschaffen. Die Vereinigten Staaten waren bereits dabei, zu einer isolationistischen Politik zurückzukehren; der amerikanische Präsident Woodrow Wilson, dessen Amtszeit zu Ende ging, war infolge eines Schlaganfalls in seiner Handlungsfähigkeit stark eingeschränkt. Das Vereinigte Königreich und Frankreich waren durch die Verluste an Menschen und Wirtschaftswerten im Ersten Weltkrieg erheblich geschwächt und sahen sich in den neuerworbenen Gebieten in Syrien und Mesopotamien mit Aufständen der dortigen Bevölkerung konfrontiert. Zudem lag die Hauptsorge der französischen Regierung darin, gegenüber Deutschland die Bestimmungen des Versailler Vertrags durchzusetzen. Weiter beanspruchte auch der russische Bürgerkrieg nach der Oktoberrevolution die Aufmerksamkeit der Alliierten. Zum Zeitpunkt des Vertragsschlusses war im Polnisch-Sowjetischen Krieg die Rote Armee bereits bis nach Warschau vorgedrungen und der Zusammenbruch Polens wurde befürchtet. Das Königreich Italien hatte das Griechenland zugesprochene Smyrna-Gebiet ebenfalls beansprucht und begann, weil dieses und andere seiner Kriegsziele enttäuscht wurden, mit einer Obstruktionspolitik.
Auf der anderen Seite hatte noch vor ihrem Sturz und dem Waffenstillstand die jungtürkische Regierung die organisatorischen und logistischen Voraussetzungen für einen Widerstand in Anatolien geschaffen. Die jungtürkische Bewegung war zumal in der jüngeren Beamtenschaft und Militärführung gut vernetzt. War sie zunächst durch den verlorenen Krieg diskreditiert, gewann sie alsbald durch die als demütigend empfundene Besatzungspolitik die Unterstützung der muslimischen Öffentlichkeit schnell wieder zurück. Ein zunehmend sich türkisch gebärdender Nationalismus erfasste die gesamte muslimische Bevölkerung. Sowohl das Nationalkomitee im anatolischen Ankara als auch das letzte osmanische Parlament entwickelten gemeinsam im Misak-ı Millî (Nationalpakt) ihre Vorstellungen einer Nachkriegsordnung. Die Alliierten konnten zwar ihren Willen gegenüber der Regierung des Sultans im besetzten Istanbul durchsetzen, dies führte aber nur dazu, dass die Sultansregierung als in ihrer Regierungstätigkeit verhindert angesehen wurde und sich in Ankara eine Nationalversammlung konstituierte. Der türkische Widerstand in Anatolien war militärisch so stark geworden, dass der Türkische Befreiungskrieg bereits voll entbrannt war. Der Vertrag von Alexandropol, der am 2. Dezember 1920 den Türkisch-Armenischen Krieg als Teilkonflikt des Befreiungskrieges beendete, verkehrte die Bestimmungen und Intentionen des Vertrags von Sèvres bezüglich Armeniens keine 5 Monate später in ihr Gegenteil.
Von allen involvierten Staaten war nur Griechenland unter seinem Ministerpräsidenten Eleftherios Venizelos der Ansicht, den türkischen Widerstand mit Waffengewalt brechen zu können. Die Überschreitung der Demarkationslinie des Smyrna-Gebiets durch griechische Truppen löste den Griechisch-Türkischen Krieg als weiteren Teilkonflikt aus. Auf diese Kampfhandlungen des Türkischen Befreiungskrieges hatte der Vertrag von Sèvres keine Einwirkungen.
Die Unterzeichnung des Vertrags von Sèvres durch seine Bevollmächtigten führte aber zu einer nachhaltigen Erschütterung des Ansehens und der Autorität des Sultans bei der türkischen Bevölkerung und legte den Grundstein für die spätere Abschaffung des Sultanats. Die Nationalisten in Ankara lehnten den Vertrag ab, erklärten sich zur rechtmäßigen Regierung und leisteten der griechischen Armee im Griechisch-Türkischen Krieg Widerstand. Infolge des Türkischen Befreiungskrieges wurde der Vertrag von Sèvres im Vertrag von Lausanne zugunsten der Türkei revidiert. Die Unterzeichner des Vertrags von Sèvres wurden am 19. August 1920 durch Ankara zu Vaterlandsverrätern erklärt, worauf die Todesstrafe stand.
Bis Ende 1922 existierten sowohl die Sultansregierung in Istanbul als auch die Widerstand leistende Nationalregierung in Ankara. Am 1. November 1922 erklärte die Nationalregierung das Sultanat für abgeschafft, am 4. November trat die letzte osmanische Regierung in Istanbul unter Ahmed Tevfik Pascha zurück, am 6. November nahmen die Nationalisten Istanbul ein. Somit war die Nationalregierung erst kurz vor Beginn der Lausanner Friedenskonferenz, zu der beide Regierungen eingeladen waren, alleinige Macht im Land.
Die in der Türkei existierende Angst, die Großmächte hätten die Türkei aufteilen wollen, wird nach dem Vertragsort als Sèvres-Syndrom bezeichnet.

## Belege
1. ↑  Vertrag von Sèvres, Artikel 62 (Online-Dokumentation).
2. ↑  Klaus Kreiser, Christoph K. Neumann: Kleine Geschichte der Türkei. Reclam, Stuttgart 2009, S. 379.
3. ↑  Äußerung von Lloyd George in Gotthard Jäschke: Mustafa Kemal und England in neuer Sicht. In: Die Welt des Islams, Band 16 (1975), S. 166–228, hier S. 225.
4. ↑  Gotthard Jäschke: Kurtuluş Savaşı ile ilgili İngiliz Belgeleri (Englische Dokumente zum Befreiungskrieg). Türk Tarih Kurumu, Ankara 1971, S. 54.
5. ↑  Harold W. V. Temperley: History of the Peace Conference of Paris. Bd. 6, Cambridge Scholars Publishing, London/New York/Toronto 1969, S. 23.
6. ↑  David Lloyd George: The Truth about the Peace Treaties, London 1938, Band 2, S. 64.
7. ↑  Tarık Zafer Tunaya: Türkiye'de Siyasi Partiler (Politische Parteien in der Türkei). Bd. 2, Hürriyet Vakfı Yayınları, Istanbul 1989, S. 27.
8. ↑  Ernest Llewellyn Woodward, Rohan Butler: Documents on British Foreign Policy 1919–1936. First Series, Bd. 4. Her Majesty’s Stationery Office, London 1952, S. 661.
9. ↑  Richard G. Hovannisian: The Allies and Armenia, 1915-18. In: Journal of Contemporary History, Band 3 (1968), S. 148.
10. ↑  Eugen Krieger: Die Europakandidatur der Türkei: der Entscheidungsprozess der europäischen Wirtschaftsgemeinschaft während der Assoziierungsverhandlungen mit der Türkei 1959–1963, Chronos, Zürich 2006, ISBN 3-0340-0760-4, Seite 27 in der Google-Buchsuche.
11. 1 2  Ines Kallis: Griechenlands Weg nach Europa: das Ringen um demokratische Strukturen im 20. Jahrhundert. Theophano-Verlag, Münster 1999, ISBN 3-9806210-4-9, S. 85 in der Google-Buchsuche.
12. ↑  Isaiah Friedman: British Miscalculations. The Rise of Muslim Nationalism, 1918–1925. Transaction Publishers, London 2012, ISBN 1-4128-4749-4, S. 217.
13. ↑  Michael Mandelbaum: The Fate of Nations: The Search for National Security in the Nineteenth and Twentieth Centuries. Cambridge University Press, Cambridge 1988, ISBN 978-0-521-35790-6, S. 61 in der Google-Buchsuche (Fußnote 55).
14. ↑  René Wildangel: Vor 100 Jahren. Abschaffung des Sultanats in der Türkei beschlossen. In: Deutschlandfunk vom 1. November 2022
15. ↑  TBMM Zabıt Ceridesi: Türkiye Büyük Millet Meclisi (= Parlamentsprotokolle der Großen Nationalversammlung der Türkei). Band 3, S. 299.